# Dryopteris shaferi
Dryopteris shaferi là một loài dương xỉ trong họ Dryopteridaceae. Loài này được Maxon & C.Chr. mô tả khoa học đầu tiên năm 1914.
Danh pháp khoa học của loài này chưa được làm sáng tỏ. 